# Beaufort, South Carolina
Beaufort là một đô thị, quận lỵ quận Beaufort 6, tiểu bang Nam Carolina, Hoa Kỳ. Theo kết quả điều tra dân số năm 2000 của Cục điều tra dân số Hoa Kỳ, thành phố này có dân số 12.950 người 2.
Thành phố này có diện tích 60,7 km², trong đó có 12,5 km² là diện tích mặt nước.